# Slaget vid Lejonströmsbron
Slaget vid Lejonströmsbron under Finska kriget, även kallat 1808–1809 års krig, stod den 15 maj 1809 vid Lejonströmsbron nära Landskyrkan i Skellefteå mellan en rysk armé på 6 000 man och 650 indelta soldater som låg i kyrkstaden bonnstan för att försvara spannmålslagret vid Landskyrkan. När de ryska trupperna närmade sig började svenskarna att förstöra bron över Skellefteälven för att fördröja fiendens avancemang. Ryssarna tvingade de svenska trupperna till reträtt och kapitulation, och Skelleftebygden ockuperades sedan av ryssarna över sommaren 1809.

## Bakgrund
Under Finska kriget 1808 hade strider pågått mellan Sverige och Ryssland på finsk mark. Den 19 november tillkom konventionen i Olkijoki, där den svenska armén förpliktade sig att lämna Finland, och de bägge arméerna gick i vinterkvarter på varsin sida av Kemi älv.
Gustav IV Adolf vägrade att avsluta kriget, och Ryssland anföll i mars 1809 Sverige på tre fronter. En styrka från Åbo över isen mot Åland, en från Vasa över isen till Umeå, och en tredje över Kemi älv, den dåvarande gränsen till Västerbotten. 
Den ryska huvudarmén ställdes mot de kvarvarande finska trupperna vid Torneå och trupperna i norra Sverige, vilka tillsammans bildade den norra armén under befäl av generalmajor Hans Henrik Gripenberg. I mars ockuperades Åland och en kavalleristyrka sändes över isen mot Stockholm. Generallöjtnant Georg Carl von Döbeln lyckades dock avvärja hotet mot huvudstaden genom att framförhandla konventionen på Åland. Michail Barclay de Tolly marscherade över Kvarken med en rysk styrka och intog Umeå. Kung Gustav IV Adolf avsattes av en grupp officerare i en statskupp den 13 mars. 
Generalmajor Hans Henrik Gripenberg leder nu försvaret i norr med en numerärt underlägsen styrka. Då han i Kalix nås av meddelandet att ryssarna intagit Umeå och att kungen avsatts i Stockholm kapitulerar han den 25 mars villkorslöst utan att inhämta tillstånd. Den norra bataljonen i Västerbottens regemente och alla förråd skulle överlämnas åt ryssarna. Ironiskt nog får ryssarna samma dag order om att utrymma Umeå. Den 27 mars 1809 marscherar de tillbaka igen över Kvarken. 
Ryssarna i norr fortsätter söderut och avkräver förråden i enlighet med överenskommelsen. Det svenska försvaret i Norrland leds av generallöjtnant Fabian Wrede. Han vägrar att överlämna magasinen i Västerbotten enligt avtalet. Förråden i Luleå och Piteå har dock redan förlorats. Överstelöjtnant Johan Henrik Furumarks detachement utses därför att trygga och bortföra förråden i det stora kronomagasinet i Skellefteå, något som gick långsamt eftersom bönderna var motsträviga. Arbetet var ännu inte avklarat i mitten på maj. Redan innan Furumark kom till Skellefteå hade dock generalintendenten Klingstedt fört undan 36 kanoner, 9 000 gevär och 400 lass av olika krigsförnödenheter. Sedan lyckades Furumark rädda de övriga förråden. När ryssarna kom till Skellefteå fanns inga förråd kvar.

## Slaget

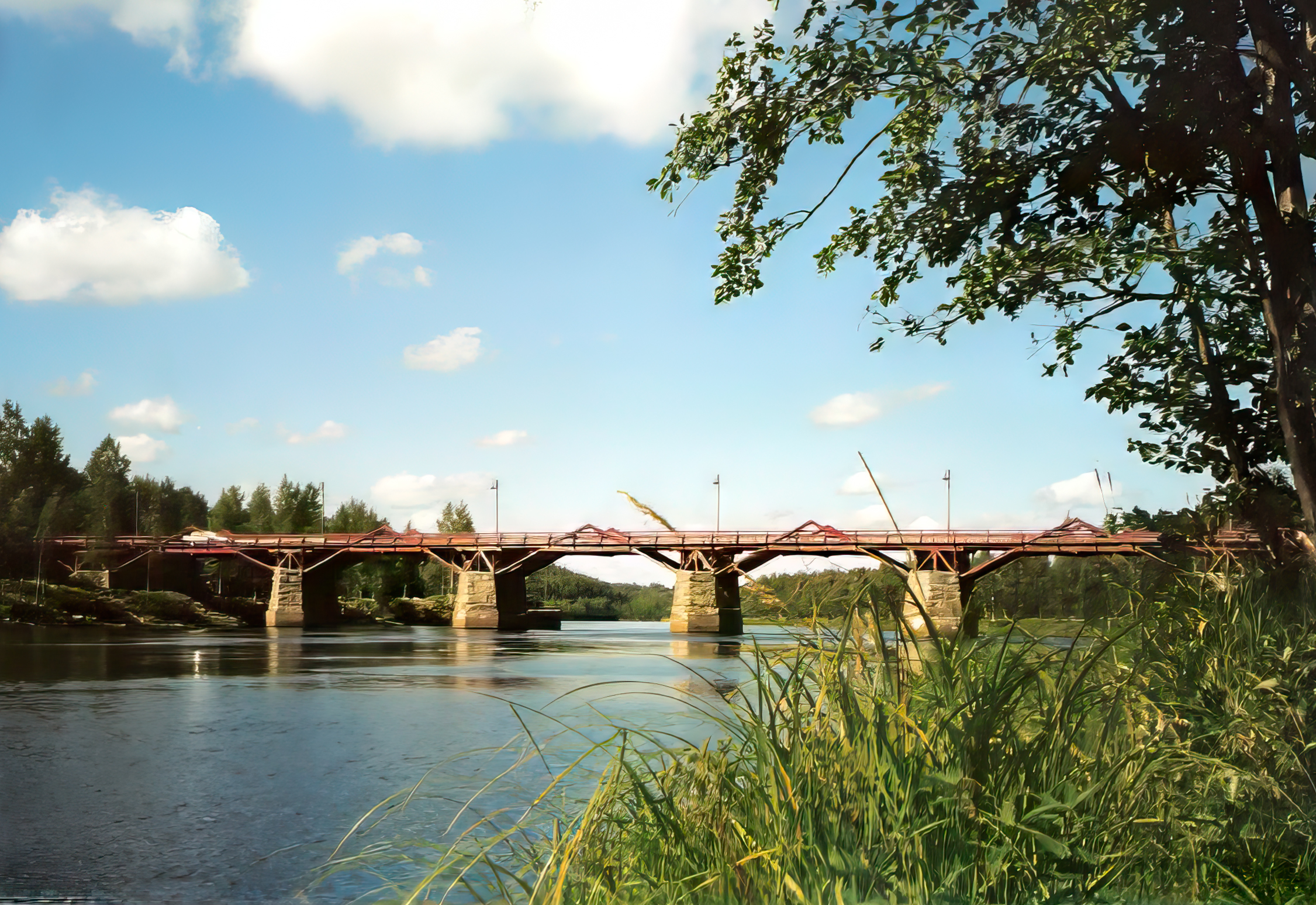
Lejonströmsbron sedd från nordost

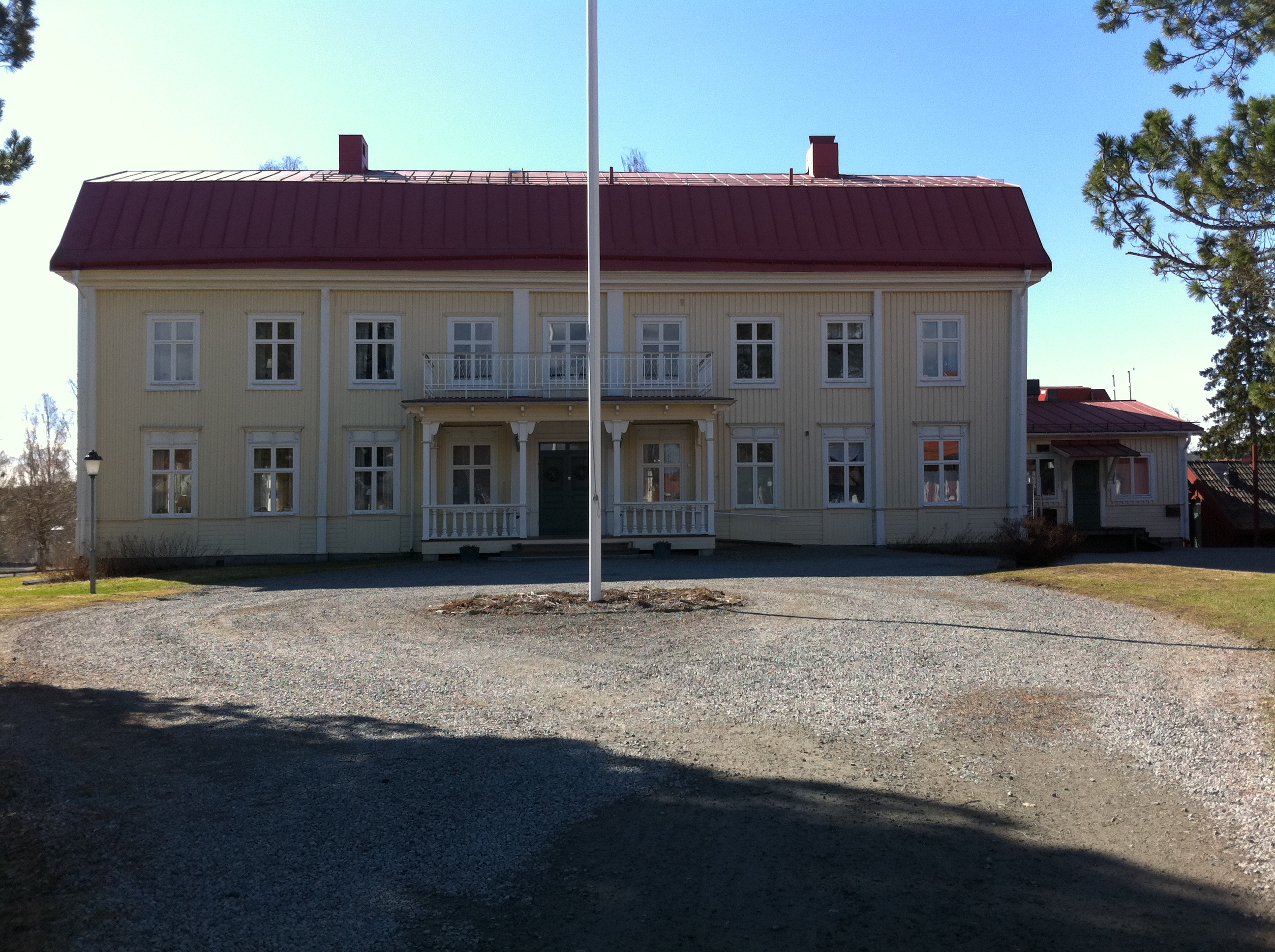
Stiftsgården var högkvarter för de svenska och sedan de ryska trupperna

Överstelöjtnant Furumarks detachement bestod av 885 man:
- Västerbottens regementes II Bataljon: 403 man
- Savolax Jägarbataljon: ca 200 man
- Vasa Regementes Bataljon: 282 man

På morgonen den 15 maj kom rapporter om att den ryske generalen Pavel Sjuvalov siktats under natten i Storkåge, 10 km norr om Skellefteå, med 6 000 man. Ryssarna lär därefter ha attackerat så snabbt att officerare som satt och åt i prästgården vid brofästet fick rusa iväg mitt i frukosten då en tjänsteflicka sprang in och ropade att ryssen kommer, och att de skjuter i Dalkarlsliden (några km norrut längs kustlandsvägen). 
Ett 20-tal västerbottningar lyckades ändå under häftig beskjutning riva vägbanan på Lejonströmsbron under skydd av en kanon. Ryssarna anföll över isen och då kanonen föll i ryssarnas händer intog de bron. Kanonkulor efter skottväxlingen har hittats på platsen. Då bron delvis förstörts kunde inte ryskt artilleri och hästar passera, men däremot infanteriet då isen ännu bar. Svenskarna retirerade under oavbruten strid söderut.
En kolonn på ca 2 500 man anförd av överstelöjtnant Karpenkoff drog redan klockan 1 på natten från Kåge ut på isen ut över Kågefjärden. Isen var redan svag och vattnet gick upp till knäna. De rundade Kågnäsudden, gick över östra Degerön och landsteg efter ca 40 km marsch i Yttervik. Dessa trupper tågade nu mot Skellefteå från söder och svenskarna fick fienden i ryggen.
Savolax Jägarebataljon som låg i Lövånger 5 mil söderut kunde inte komma till undsättning då de nu var avskurna av de ryska styrkorna. När Furumark insåg att trossen som han sänt söderut tagits av ryssarna och att reträtten var stängd fann han läget hopplöst och gav upp. 
De svenska förlusterna uppgick till ca 130 sårade och stupade. Endast en man är dock bekräftad stupad. I denna strid, som varade i det närmaste 4 timmar, togs 691 man till fånga, dessutom 22 kanoner, 4 fanor, ett magasin med sjöförråden, gevär och något proviant. Krigsfångarna släpptes 17 september 1809.

## Efterspel

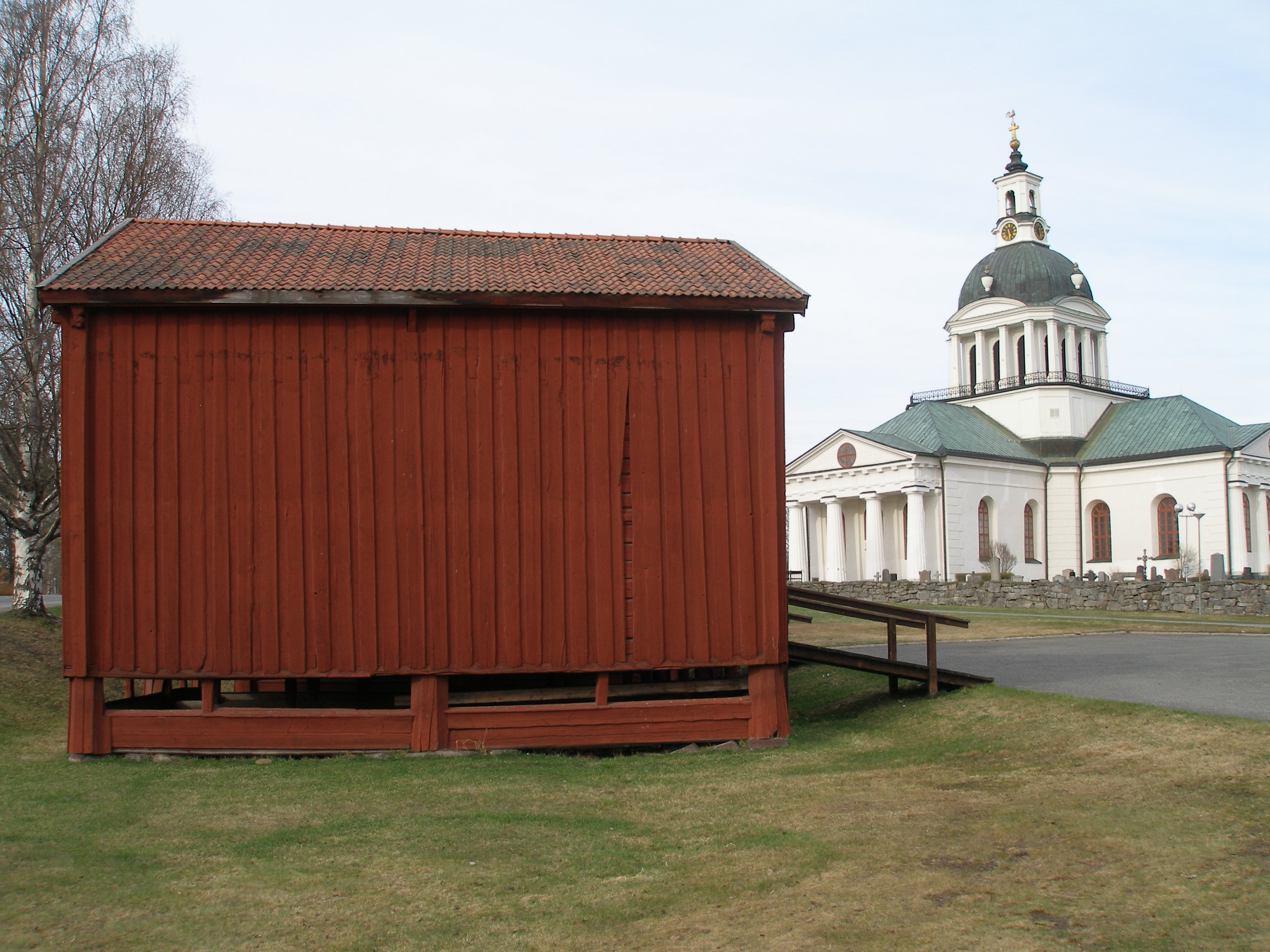
Förrådsbodar mellan Lejonströmsbron och Landskyrkan som sägs ha spår av kulhål.

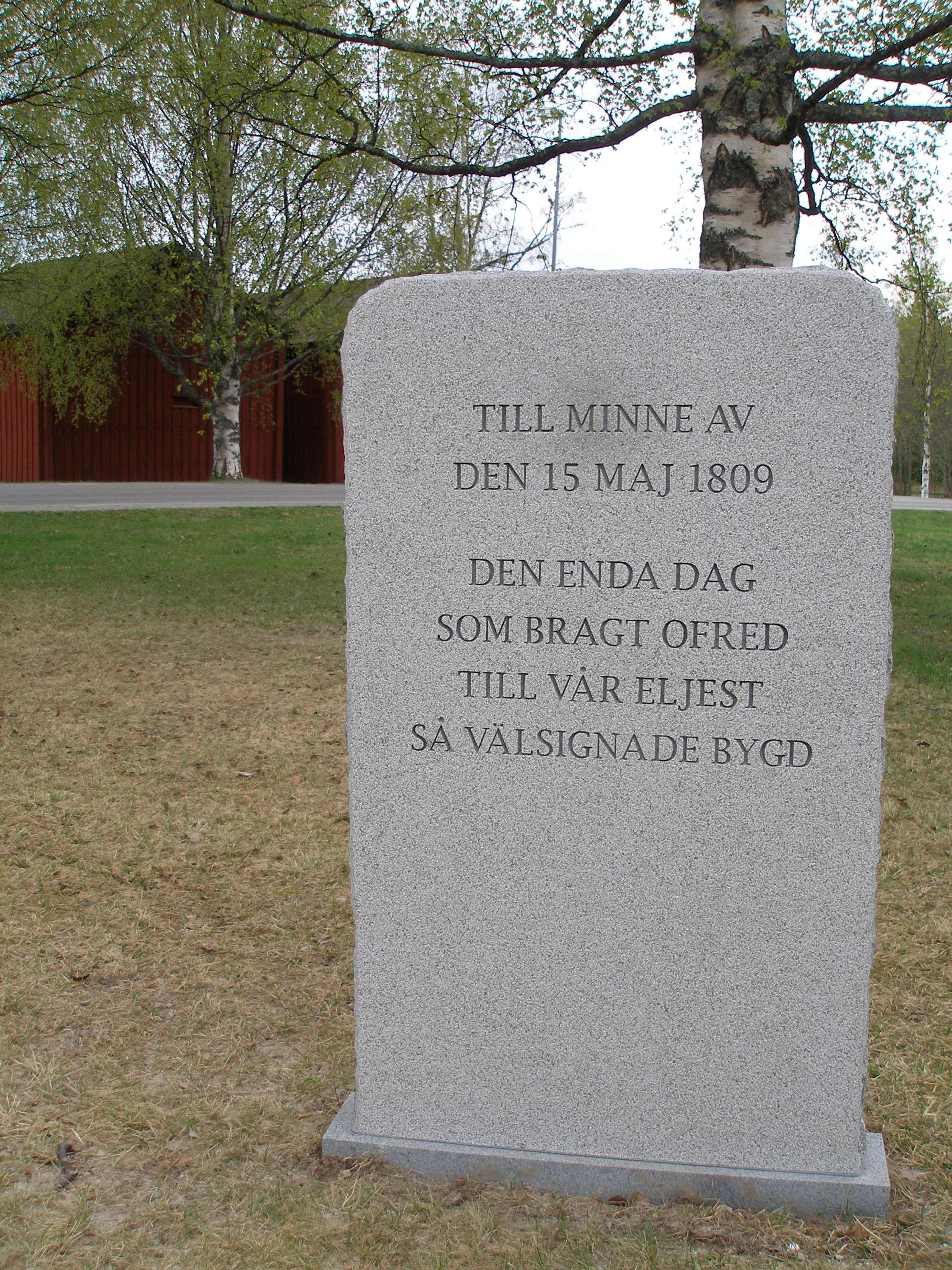
Sten rest till minne av striden vid Lejonströmsbron.

Ryssarna avancerade vidare mot Umeå. Den svenska armén under befäl av generalmajor Carl von Döbeln bestämde sig i det läget för att lämna Umeå. Han lyckas transportera bort de stora förråden som fanns i staden och nå en överenskommelse att de svenska trupperna skulle få fram till den 31 maj på sig för att lämna Umeå. Därmed kunde den svenska armén lämna Umeå utan strid och formera en ny försvarslinje söder om Öre älv. Den 1 juni tågade den ryska armén in i Umeå.
Efter ytterligare några slag, de sista vid Sävar och Ratan den 19 och 20 augusti 1809 retirerade ryssarna slutligen norrut, men Sverige hade ändå blivit besegrade av Ryssland. Den 2 september 1809 undertecknades vapenvilan i Frostkåge gästgivaregård norr om Skellefteå och den 17 september undertecknades slutligen freden i Fredrikshamn då Sverige förlorade Finland och delar av det dåvarande Västerbotten mellan Torne och Kemi älvar.